# بني جهلان (الحيمة الخارجية)

تعديل مصدري - تعديل

بني جهلان هي إحدى قرى عزلة بنى شمهان بمديرية الحيمة الخارجية التابعة لمحافظة صنعاء، بلغ تعداد سكانها 190 نسمة حسب تعداد اليمن لعام 2004.